# Erythroneura gilensis
Erythroneura gilensis är en insektsart som beskrevs av Beamer 1929. Erythroneura gilensis ingår i släktet Erythroneura och familjen dvärgstritar. Inga underarter finns listade i Catalogue of Life.